# Ilia Kandelaki
Ilia Kandelaki (georgiska: ილია კანდელაკი), född 26 december 1981 i Tbilisi, är en georgisk fotbollsspelare som för närvarande spelar för den georgiska klubben Sioni Bolnisi.
Kandelaki inledde sin karriär i den inhemska klubben Dinamo Tbilisi. Efter fem år i klubben, 2005, flyttade han till den ukrainska klubben FK Tjornomorets Odessa. Där spelade han i två år innan han gick till den tyska klubben FC Carl Zeiss Jena. 2008 gick han till den österrikiska klubben Sturm Graz. Sedan 2010 spelar han i den azerbajdzjanska klubben İnter Bakı.